# Løjt Kirkeby
Løjt Kirkeby is een plaats in de Deense regio Zuid-Denemarken, gemeente Aabenraa, en telt 2060 inwoners (2007).
- Library of Congress Control Number: n77016092
- Nationale Bibliotheek van Israël: 987007559683105171
- Virtual International Authority File: 150072457